# Karen Cockburn
Pour les articles homonymes, voir Cockburn.
Karen Cockburn (née le 2 octobre 1980 à Toronto, Ontario, Canada) est une gymnaste trampoliniste canadienne. Elle était la femme du gymnaste Mathieu Turgeon.

## Jeux olympiques
- Sydney 2000
  -  médaille de bronze en Trampoline

- Athènes 2004
  -  médaille d'argent en Trampoline

- Pekin 2008
  -  médaille d'argent en Trampoline